# Cédric Gourmelon
Pour les articles homonymes, voir Gourmelon.
Cédric Gourmelon est un metteur en scène, comédien et pédagogue français, né en 1974.
Il est actuellement directeur du Centre Dramatique Nationale de Béthune.

## Biographie

### Jeunesse et formation
Né en 1974, Cédric Gourmelon est formé à l'école du Théâtre national de Bretagne (promotion 1994-1997).
Il participe à différents projets à l'issue de sa formation avant de se consacrer principalement à la mise en scène et à l'enseignement.
En 2000, il danse avec Catherine Diverrès dans Le Double de la bataille (Théâtre de la Cité internationale), puis il joue dans Violences de Didier-Georges Gabily, mis en scène par Stanislas Nordey (Théâtre National de la Colline) et collabore à la mise en scène de Stanislas Nordey pour la création mondiale de l'opéra Les Nègres d'après Jean Genet à l'Opéra national de Lyon et au Grand Théâtre de Genève.
En 2000 et 2002, il met en scène deux créations au Théâtre National de Bretagne : La Nuit, d'après des textes d'Hervé Guibert, Samuel Beckett et Luciano Bolis et Dehors devant la porte de Wolfgang Borchert.

### Metteur en scène et pédagogue
Il vit entre Paris et Rennes où est implanté Réseau lilas, la compagnie théâtrale dont il est le directeur artistique. Metteur en scène associé au Quartz - Scène nationale de Brest de 2004 à 2007, il y monte et adapte différents textes: Words...words...words... d'après Léo Ferré. Ultimatum d'après Fernando Pessoa, David Wojnarowicz, Patrick Kerman et La Princesse Blanche de Rainer Maria Rilke.
Il se passionne pour l’œuvre de Jean Genet dont il compte quatre mises en scène : Le Condamné à mort, Haute Surveillance, Splendid's et Le Funambule, et il s'intéresse également à des auteurs classiques avec Edouard II de Marlowe en 2008, qu'il traduit avec André Markowicz, Hercule Furieux et Œdipe de Sénèque en 2011.
Cédric Gourmelon travaille également à l'étranger, en Russie, où il a mis en scène une traduction du Pays lointain de Jean-Luc Lagarce en 2010 pour le MKhAT (Théâtre d'Art de Moscou), Tailleur pour dames de Georges Feydeau en version russe, en 2013, pour le théâtre Drama de Minousinsk, au Maroc où il crée le Déterreur d'après Mohammed Khaïr-Eddine à l'institut français de Casablanca et en tournée dans les instituts français du Maroc, avec un acteur marocain, Ghassan El Hakim. Ce spectacle a été présenté en France, au Tarmac – Scène Internationale Francophone, en mars 2017.
Artiste associé à La Passerelle - Scène nationale de Saint-Brieuc de 2011 à 2013, il y a notamment créé Au bord du gouffre d'après David Wojnarowicz en 2013 avant d'en recréer la même année une version différente pour le Festival Mettre en scène à Rennes.
La même année, il est lauréat de la Villa Médicis hors les murs à New York.
En 2017, il met en scène Haute Surveillance de Jean Genet, à la Comédie Française, avec Jérémy Lopez, Sébastien Pouderoux, Pierre Louis-Calixte et Christophe Montenez.
En 2019 il crée Liberté à Brême de Rainer Werner Fassbinder, avec notamment Valérie Dréville dans le rôle de Geesche.
Il a dirigé de nombreux stages de formation de pratique théâtrale à l’Académie Expérimentale du Théâtre, à l’université Rennes 2, Paris 8, au Conservatoire d’art dramatique de Montpellier, à l’École d’acteur de Cannes (ERAC), à l’École d’acteur du TNB, à l’École supérieure d'art dramatique de Paris (ESAD) où il était également membre du jury et du comité pédagogique. Il a créé avec Nathalie Elain, les « Ateliers Démocratiques », gratuits et ouverts à tous, qu'il continue de proposer à La Comédie de Béthune.
En juillet 2021 il est nommé directeur du Centre Dramatique Nationale de Béthune.
En septembre 2022 il créé corde. raide de debbie tucker green.
En décembre 2022 il met en scène et interprète une nouvelle version du spectacle Words... Words... Words... à partir de texte de Léo Ferré, avec cette fois une commande à l'auteur Baptiste Amann.
En 2025 il met en scène une pièce de Shakespeare inédite en France, Edouard III, relatant une partie du règne du Roi Edouard III d'Angleterre sur fond de guerre de Cent ans.

## Théâtre

### Metteur en scène
- 1999 : Haute Surveillance, de Jean Genet (Théâtre Gérard Philipe)
- 2000 : La Nuit d'après Hervé Guibert, Luciano Bolis, Jean-Luc Lagarce, Samuel Beckett
- 2002 : Dehors devant la porte de Wolfgang Borchert (TNB - Rennes)
- 2003 : La Princesse blanche de Rainer Maria Rilke (Le Quartz - Scène Nationale de Brest)
- 2005 : Words... words... words... d'après Léo Ferré (Le Quartz - Scène Nationale de Brest)
- 2005 : Splendid's de Jean Genet (avec la promotion V de l'école Supérieure du TNB)
- 2005 : Premier Village de Vincent Guédon
- 2006 : Shift de Shui Matsui (Festival Act'oral, La Friche Belle de mai - Marseille)
- 2007 : Ultimatum d'après Alvaro de Campos, Patrick Kermann et David Wojnarowicz (La Ménagerie de Verre - Paris)
- 2008 : Édouard II de Christopher Marlowe (Festival Mettre en scène TNB - Rennes, Théâtre Paris Villette)
- 2009 : Temps de chien d'Alain Le Goff
- 2010 : Le pays lointain de Jean-Luc Lagarce (version russe avec la troupe du Théâtre d'Art Anton Tchekhov de Moscou
- 2010 : Le Funambule de Jean Genet (Théâtre Paris Villette)
- 2010 : La femme sans bras de Pierre Notte (Festival de Hérisson - CDN de Montluçon)
- 2011 : Les Exilés de Thèbes de Sénèque (La Passerelle - Scène Nationale de Saint-Brieuc)
- 2012 : Il y aura quelque chose à manger de Ronan Mancec
- 2013 : Au bord du gouffre de David Wojnarowicz (Festival Mettre en scène - Rennes)
- 2013 : Tailleur pour dames de Georges Feydeau (version russe, Théâtre Drama de Minoussinsk)
- 2016 : Tailleur pour dames de Georges Feydeau (CDN de Sartrouville)
- 2017 : Haute Surveillance de Jean Genet (Comédie Française)
- 2017 : Le Déterreur d'après le roman de Mohammed Khaïr Eddine paru aux éditions du Seuil (Le Tarmac - Paris)
- 2019 : Liberté à Brême[10] de Rainer Werner Fassbinder (Théâtre National de Bretagne, Théâtre National de Strasbourg)[11]
- 2022 : corde.raide de debbie tucker green, mise en scène Cédric Gourmelon, (Comédie de Béthune,Théâtre de la Tempête)[12]
- 2022 : Words... Words... Words... d'après Léo Ferré et Baptiste Amann, mise en scène Cédric Gourmelon (Comédie de Béthune)
- 2025 : Édouard III de William Shakespeare, mise en scène Cédric Gourmelon, (Comédie de Béthune, Théâtre de la Tempête)

### Interprète
- 1999 : Haute Surveillance de Jean Genet, mise en scène Cédric Gourmelon
- 2000 : Le double de la bataille, chorégraphie Catherine Diverrès, Théâtre de la Cité Internationale
- 2001 : Violences de Didier-Georges Gabily, mise en scène Stanislas Nordey, Théâtre National de la Colline
- 2003 : La Princesse blanche de Rainer Maria Rilke, mise en scène Cédric Gourmelon
- 2005 : Premier village de Vincent Guédon, mise en scène Cédric Gourmelon
- 2005 : Words…Words…Words… d’après Léo Ferré, mise en scène Cédric Gourmelon
- 2007 : Ultimatum d’après Alvaro de Campos, Patrick Kermann, David Wojnarowicz, mise en scène Cédric Gourmelon
- 2008 : Édouard II d'après Christopher Marlowe, mise en scène Cédric Gourmelon, Théâtre Paris-Villette[13]
- 2010 : Brouillon, performance initiée par Boris Charmatz[14]
- 2013 : Au bord du gouffre de David Wojnarowicz, mise en scène Cédric Gourmelon